# Kolumna Trajana
Kolumna Trajana (wł. Colonna Traiana) – pomnik wzniesiony w 113 roku w Rzymie na Forum Trajana dla upamiętnienia zwycięstw cesarza nad Dakami.

## Historia
Zaprojektowana najpewniej przez twórcę Forum – cesarskiego architekta Apollodorosa z Damaszku. Uroczystego poświęcenia kolumny oraz otwarcia Forum Trajana dokonano 18 maja 113. Usytuowana pomiędzy budynkami dwóch bibliotek: greckiej i łacińskiej, za Bazyliką Ulpia, kolumna ustawiona jest na cokole (pierwotnie ozdobionym dwoma orłami), w którego wewnętrznej komnacie umieszczono urny z prochami Trajana i (prawdopodobnie) jego żony Plotyny. Bazę tę zdobiły też reliefowe przedstawienia stosów broni zdobytej na Dakach. Na szczycie znajdował się okazały posąg cesarza w ubiorze wojskowym, który dopiero po roku 392 n.e. został usunięty przez chrześcijan. 4 grudnia 1587 zastąpiono go wykonanym przez Giacomo della Porta posągiem świętego Piotra umieszczonym tam na polecenie papieża Sykstusa V. Natomiast niezrealizowany pozostał projekt Berniniego przeniesienia pomnika i parzystego połączenia go z kolumną Marka Aureliusza na placu zabaw ludowych.

## Opis
Całość konstrukcji (bez posągu) ma wysokość 39,83 metra, sam trzon kolumny – 26,62 metra. Wykonany jest z 17 kamiennych bębnów z marmuru kararyjskiego. Wewnątrz znajdują się spiralne schody o 185 marmurowych stopniach, wychodzące z pomieszczenia piedestału i prowadzące na szczytową platformę widokową; klatkę schodową oświetlają 43 wąskie okna. Piedestał jest sześcianem o boku 5,5 metra.
Zasadniczą ozdobę tego pomnika stanowi fryz reliefowy w postaci spiralnej wstęgi opasującej kolumnę w 23 zwojach. W 155 scenach przedstawiono na nim wydarzenia z dwóch wojen z Dakami – od chwili przygotowań aż do ostatecznego zwycięstwa. Dwie kampanie wojenne rozdziela wizerunek Wiktorii jako symbolu zwycięstwa. Serpentyna płaskorzeźb to tak zwana opowieść kontynuacyjna, w której nie ma przerw między kolejnymi scenami; sam cesarz pojawia się w nich 90 razy. Wstęga długości niemal 200 metrów, w części najniższej ma tylko 89 centymetrów szerokości i stopniowo rozszerza się ku górze, gdzie osiąga 125 centymetrów. Zabieg ten z daleka stwarza złudzenie oglądania około 2500 postaci jednakowej wielkości (wysokości) we wszystkich wyobrażonych scenach. Relief będący przykładem sztuki pseudohistorycznej o funkcjach politycznych, zarazem uznawany jest za jeden z najwspanialszych przykładów rzeźby z okresu cesarstwa rzymskiego.

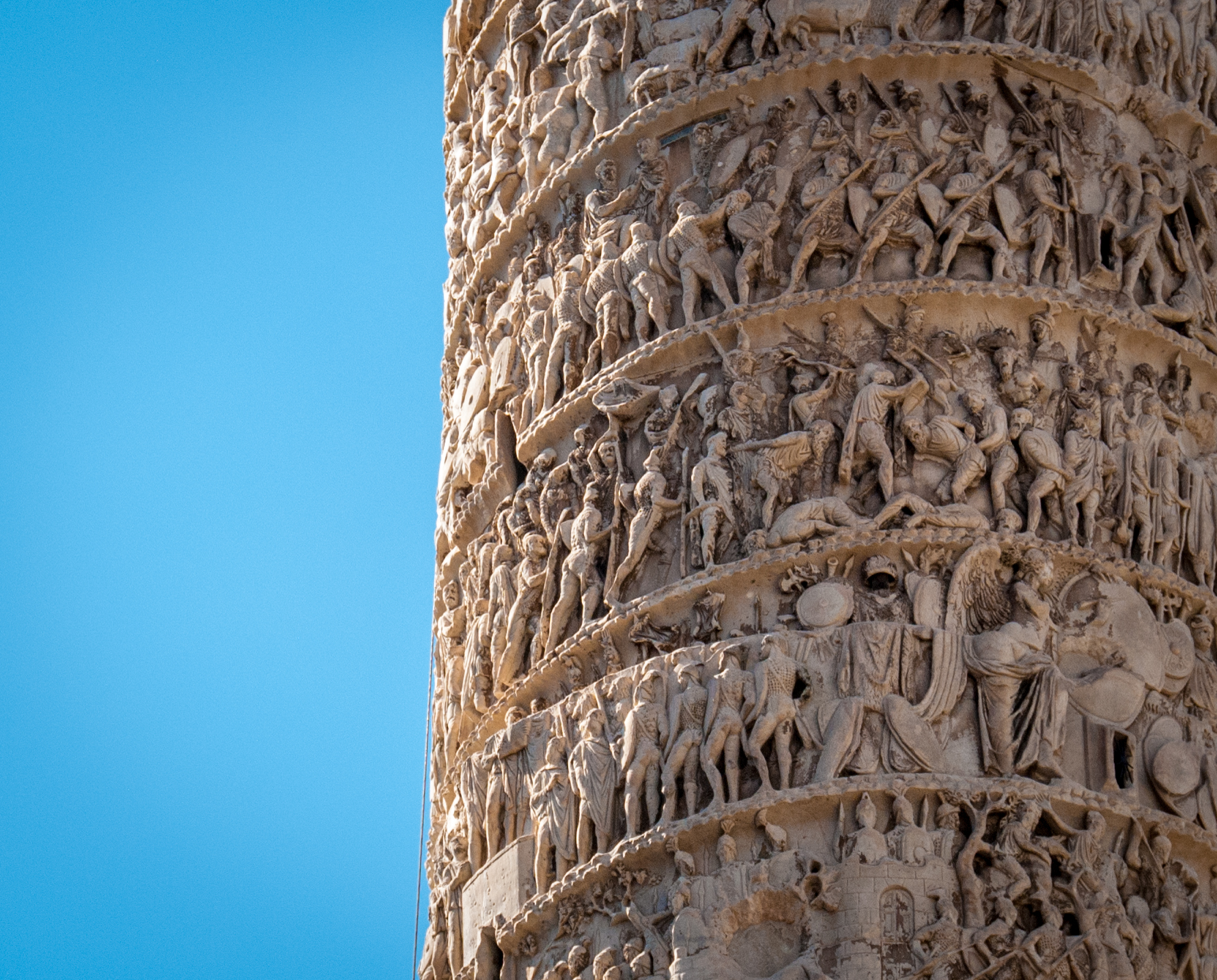
Fragment fryzu dekoracyjnego
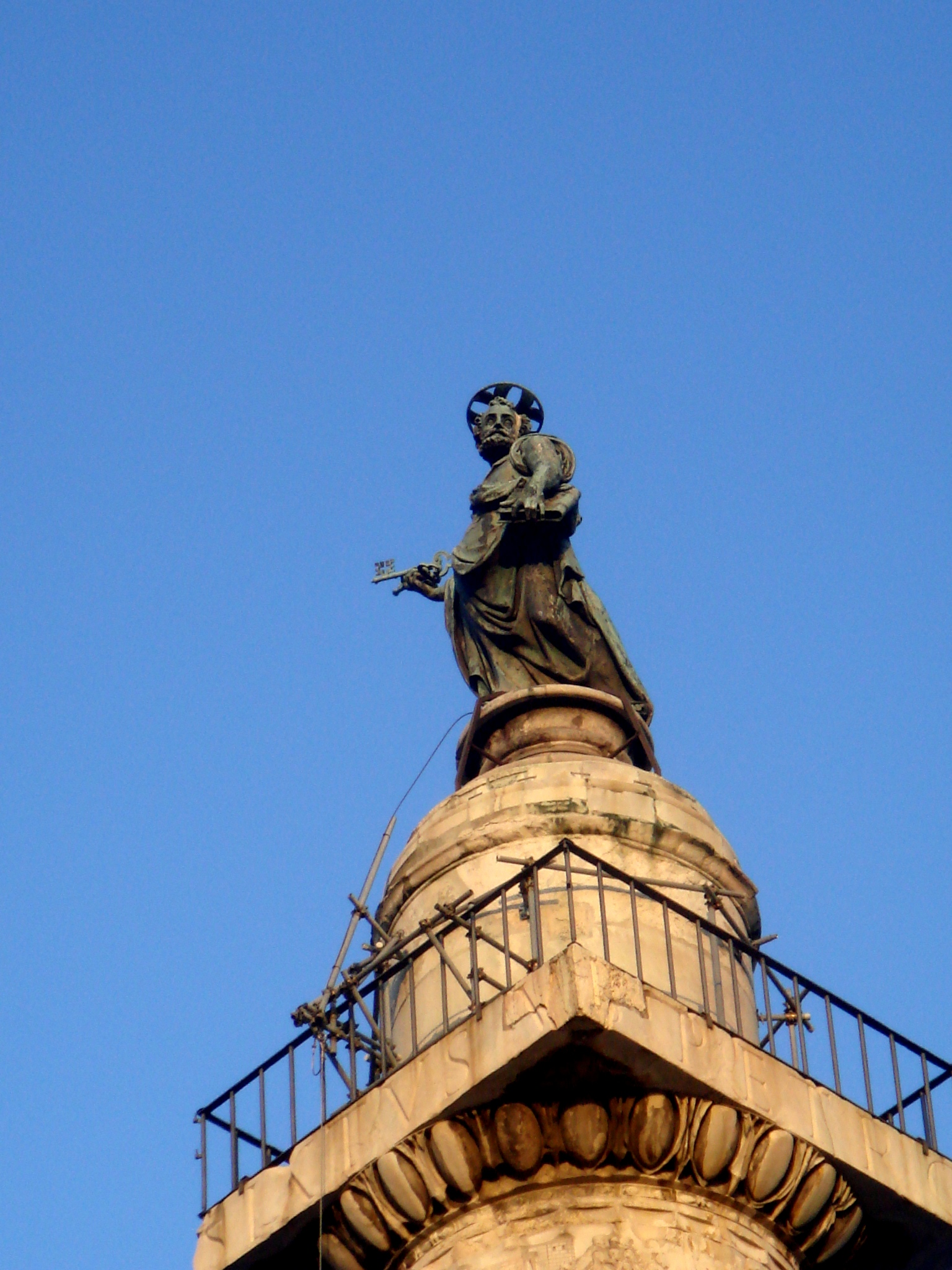
Posąg św. Piotra na szczycie pomnika
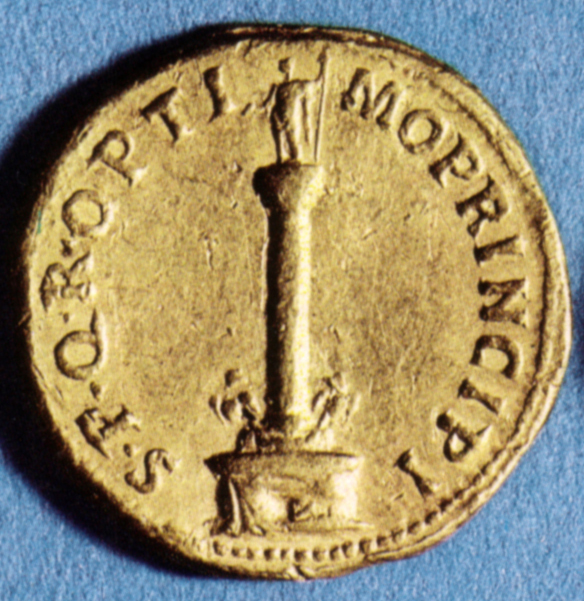
Wyobrażenie kolumny z posągiem Trajana na jego monecie
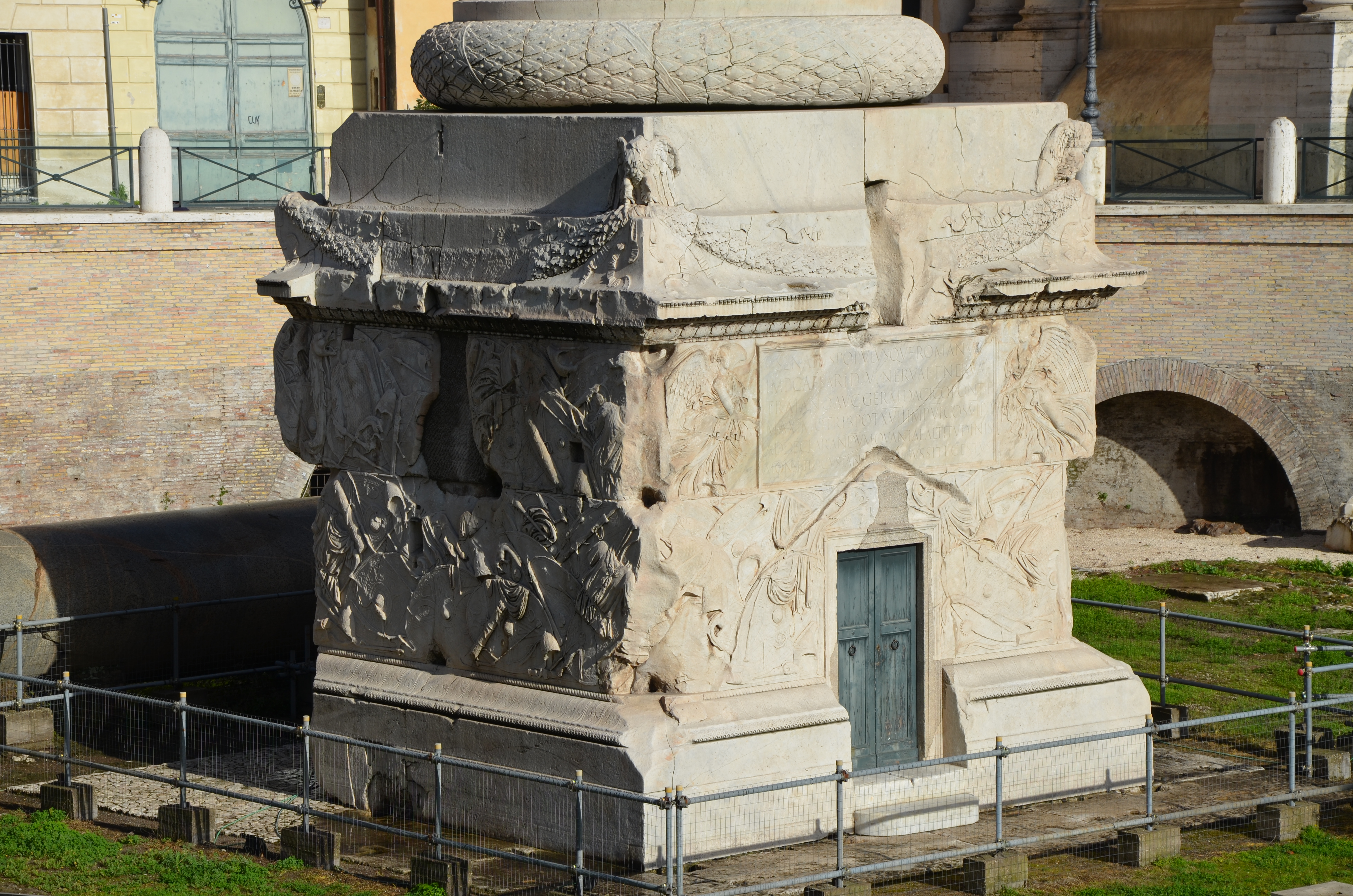
Cokół pomnika z wewnętrznym pomieszczeniem

## Naśladownictwa
Na wzór kolumny Trajana powstały:
- kolumna Marka Aureliusza na placu Piazza Colonna w Rzymie;
- kolumna Nelsona na placu Trafalgar w Londynie;
- kolumna Napoleona na placu Vendôme w Paryżu (zniszczona podczas Komuny Paryskiej, później odbudowana)[5].

W Polsce należy do nich inspirowana rzymskim pomnikiem warszawska Kolumna Zygmunta – od 1644 r. jedyny europejski monument z przedstawieniem władcy stojącego na antykizującej (korynckiej) kolumnie, powstały według koncepcji rzymianina Augustyna Locciego i Constantino Tencalli. Kształtem może być ona wzorowana na kolumnie maryjnej sprzed bazyliki Santa Maria Maggiore. Dopiero w 1834 wystawiono w Petersburgu przed Pałacem Zimowym podobną kolumnę cara Aleksandra, wedle projektu A. Montferranda, o wyraźnym nawiązaniu do obu rzymskich kolumn cesarskich.